# Келдімуратівський сільський округ
Келдімура́тівський сільський округ (каз. Келдемұрат ауылдық округі, рос. Келдимуратовский сельский округ) — адміністративна одиниця у складі Маканчинського району Абайської області Казахстану. Адміністративний центр — село Келдімурат.
Населення — 1276 осіб (2021; 2149 у 2009, 2429 у 1999, 2667 у 1989).
Станом на 1989 рік існувала Благодарненська сільська рада (села Благодарне, Кизилжулдиз). До 2011 року округ називався Благодарненським.

## Склад
До складу округу входять такі населені пункти:
| Населений пункт   | Старі назви               | Населення, осіб (1989) | Населення, осіб (1999) | Населення, осіб (2009) | Населення, осіб (2021) |
| ----------------- | ------------------------- | ---------------------- | ---------------------- | ---------------------- | ---------------------- |
| Келдімурат, село  | Благодарне, Келдемурат    | 2451                   | 2232                   | 1973                   | 1199                   |
| Кизилжулдуз, село | Кизилжулдиз, Кизил-Жулдуз | 216                    | 197                    | 176                    | 77                     |